# Агрба, Гиви Камугович
Гиви Камугович Агрба (4 апреля 1937 Куланурхва, Гудаутский район, Абхазская ССР — 27 августа 2014, Сухум, Абхазия) — член Правительства Республики Абхазия; Председатель Службы госбезопасности Республики Абхазия (2003—2005), генерал-лейтенант (1998).

## Биография
Родился 4 апреля 1937 года в селе Куланурхва, Гудаутского района, Абхазской ССР. В 1954 году окончил Лыхненскую среднюю школу.
Учился на филологическом факультете Сухумского педагогического института, а с 1958 по 1960 годы работал старшим лаборантом кафедры абхазского языка.
С 1963 по 1972 годы работал старшим воспитателем школы-интерната в Сухуме.
С 1972 по 1974 годы работал сотрудником МВД Абхазской АССР.
С 1974 по 1979 годы работал сотрудником отдела административных органов Абхазского обкома КПСС.
С 1979 по 1992 годы трудился на разных должностях в МВД Абхазии.
В январе-августе 1992 года назначен командиром полка внутренних войск Абхазии (Абхазской гвардии). В первый день начала войны 14 августа 1992 года вместе в Вахтангом Цугба — организаторы обороны против войск Госсовета Грузии в Сухуме (в районе школы № 14 и Красного моста)
После грузино-абхазской войны с 1993 по 1996 годы занимал должность министра внутренних дел; с 1996 по 2002 годы был первым заместителем министра обороны республики и начальником генерального штаба Абхазии. В 1996 году Агрбе присвоено звание генерала-майора, а в 1998 году — генерала-лейтенанта. До назначения председателем Службы госбезопасности был советником президента Абхазии по военным вопросам.
2 апреля 2003 года назначен Председателем Службы госбезопасности Республики Абхазия.
Неоднократно принимал участие в грузино-абхазских переговорах. Был руководителем первой рабочей группы по вопросам безопасности при Координационном совете грузинской и абхазской сторон под эгидой ООН в рамках переговорного процесса.
В связи с тем, что 9 июня 2004 в Сухуме был застрелен исполнительный секретарь движения «Амцахара» («Родовые огни») Гарри (Гена) Айба, 15 июня 2004 года генерал Гиви Агрба и первый вице-премьер Астамур Тарба подали в отставку, в тот же день о своем выходе из правительства заявил министр иностранных дел Сергей Шамба.
В 2005 году освобождён от должности председателя Службы госбезопасности Республики Абхазия.
За мужество и героизм в грузино-абхазской войне присвоено звание Герой Абхазии. Награждён орденом «Ахьдз-Апша» II степени.

## Семья
Женат. Имеет троих детей.